# Billingsfors
Billingsfors ist ein Ort (tätort) in der schwedischen Provinz Västra Götalands län und der historischen Provinz Dalsland. Er gehört zur Gemeinde Bengtsfors.

## Lage
Der Ort liegt am westlichen Ufer des Sees Laxsjön etwa fünf Kilometer südlich des Hauptortes der Gemeinde. Durch den Ort führen die Straßen länsveg 164 und 172. Billingsfors liegt zudem am Dalsland-Kanal, der hier zwei Schleusen hat, und hat einen Bahnhof an der Bahnstrecke Mellerud–Arvika. Diese Strecke wird seit Juni 1987 nur noch in den Sommermonaten zwischen Mellerud und Bengtsfors bedient.
Der Fußballclub Billingsfors IK liegt in der ewigen Tabelle der Allsvenskan auf dem letzten Platz.

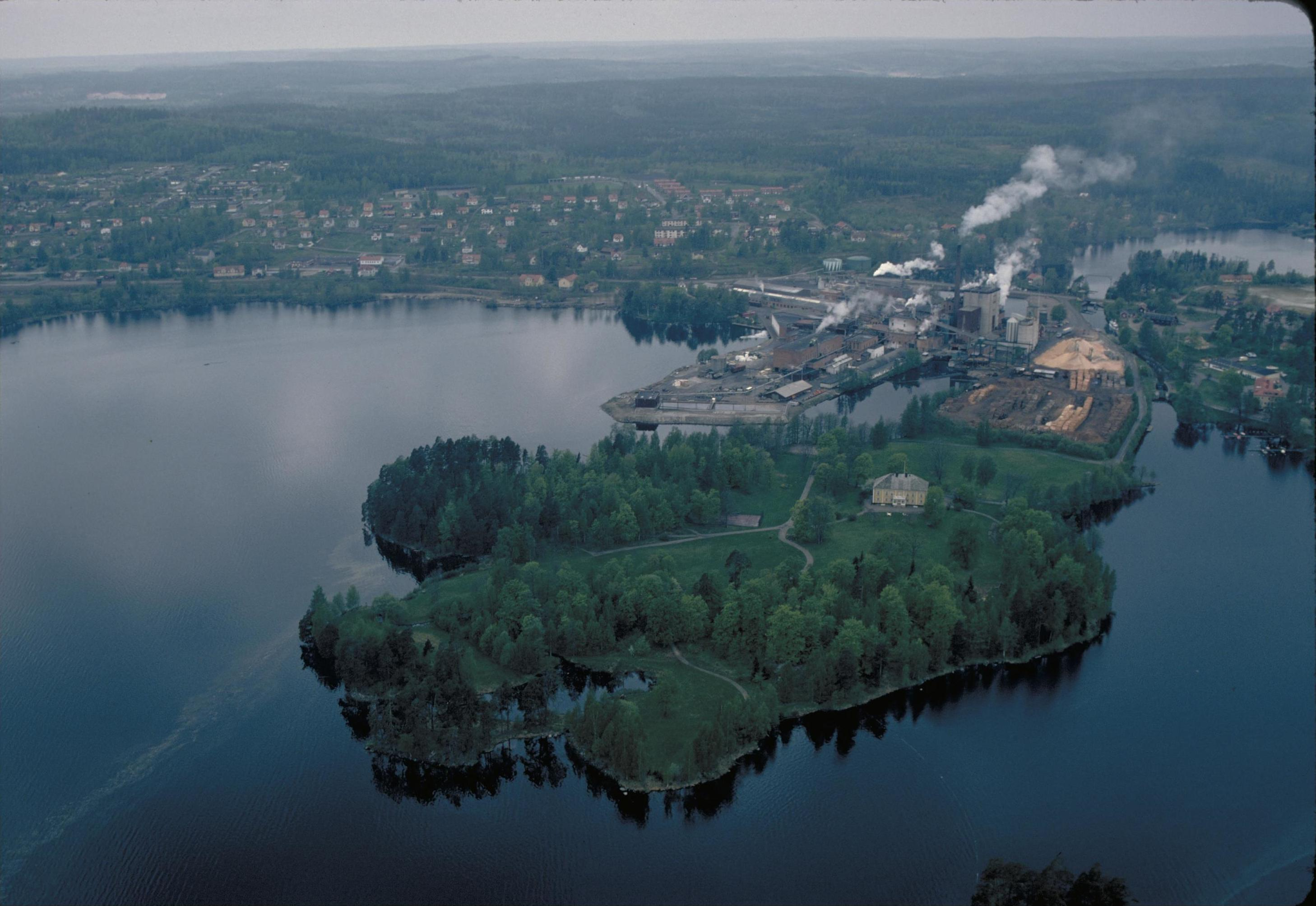
Luftaufnahme (1980)
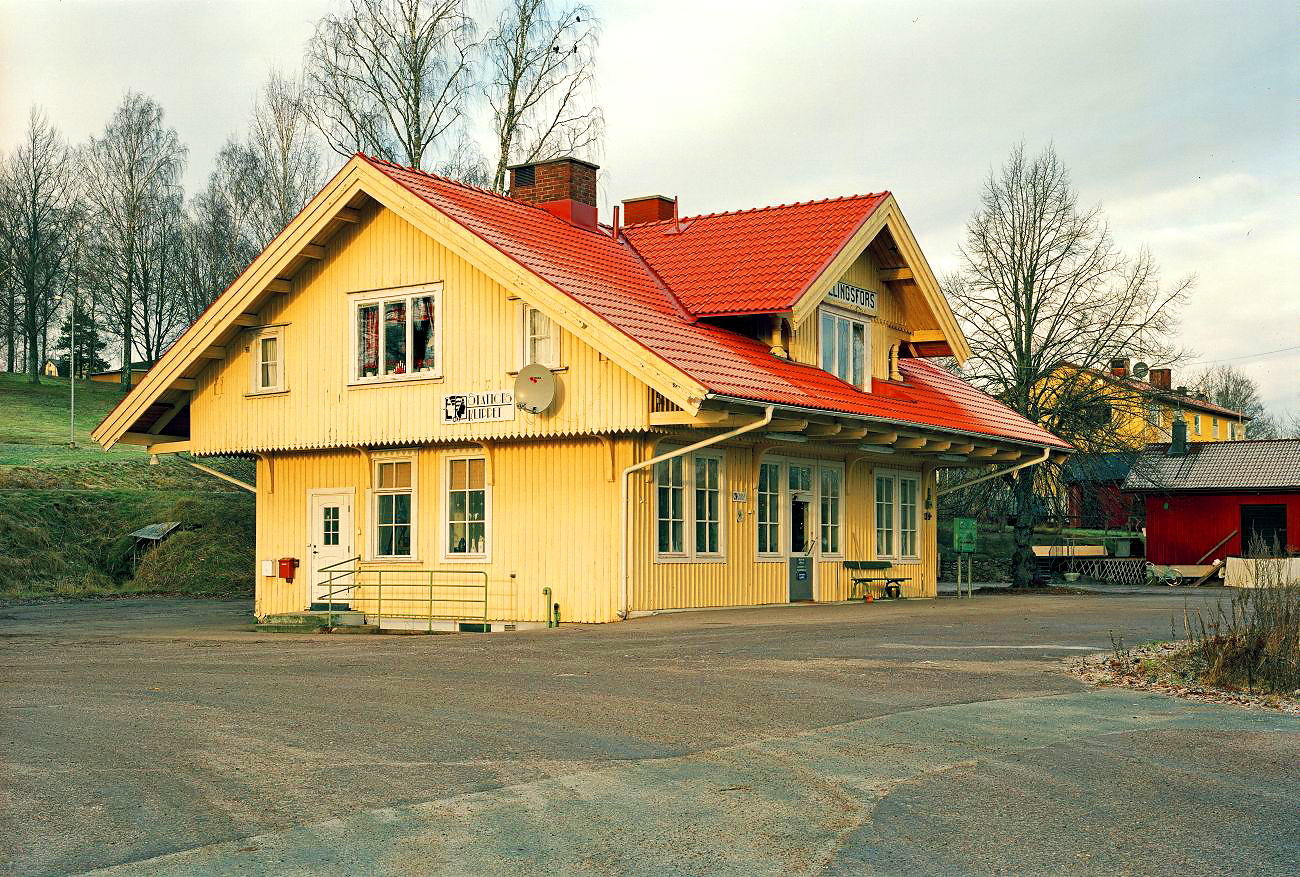
Bahnhof (2007)
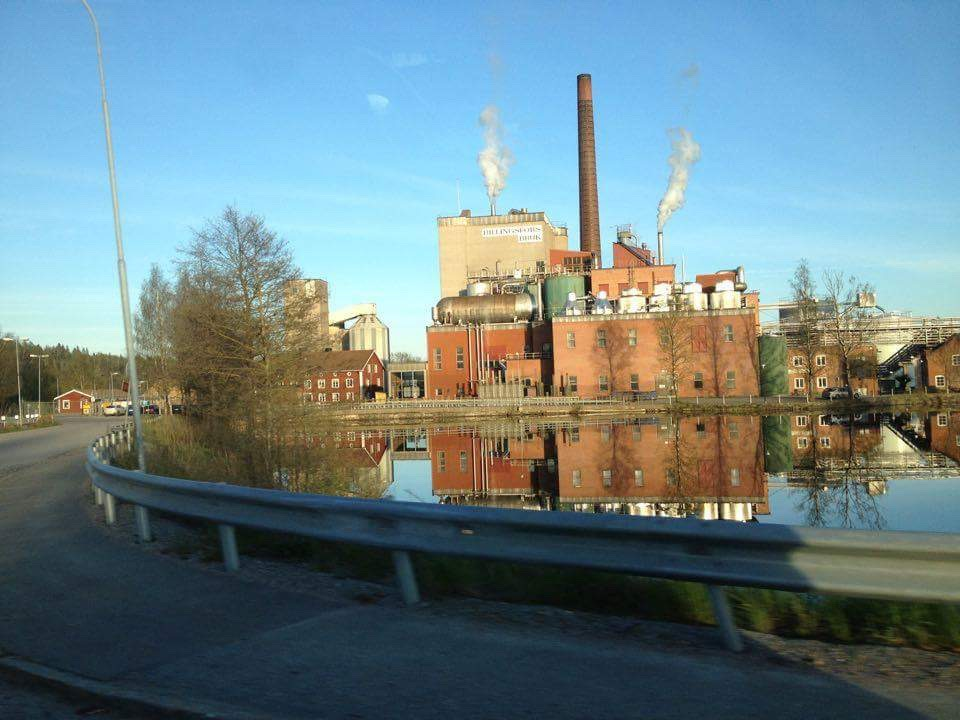
Papierfabrik (2016)